# 曹萌
曹 萌（そう ぼう、生没年不詳）は、中国後漢の人物。字は元偉。豫州沛国譙県の人。宦官曹騰の父。後漢末期の魏王曹操の養曾祖父にあたる。
前漢の恵帝の時に相国となった曹参の末裔とされるが、養曾孫の曹操に関する『三国志』武帝紀に記されるのみであり、子の曹騰に関する『後漢書』曹騰伝には記載されていない。また、名は曹節とされることもある（司馬彪の『続漢書』）が、『三国志』武帝紀集解によると、「曹萌」が本名で、「曹節」は誤りだとされる。霊帝の治世下でその権を専らにした曹節とは別人。

## 生涯
曹萌は仁徳温厚の人で知られていた。ある日、隣家の人が豚を飼っていたがそれが逃げ出した。曹萌の家にも同じ種類の豚がいて、それを見た隣人は「それは私の豚ではないか」と言ったので、曹萌は言い争わずにそのままその豚を隣人にわたした。しかし、しばらくして隣人の家に逃げ出した豚が戻ってきた。隣人は自分の行ないを恥じて、曹萌の家に赴き、豚を返して深く謝罪した。曹萌は笑って許したという。人々は皆、曹萌のその仁徳温厚のひととなりに驚嘆するとともに絶賛した。

## 子孫
彼の長男は曹伯興、次男は曹仲興、三男は曹褒（字は叔興、曹仁・曹純の祖父）といい、その次が曹騰であった。また曹騰の下に曹鼎という子もいた（『後漢書』党錮列伝）。